# Yabrud
Yabrud is een plaats in het Syrische gouvernement Rif Dimashq.
Volgens het Syrische Centraal Bureau voor Statistiek (CBS) had Yabroud een bevolking van 25.891 bij de volkstelling van 2004. Volgens de berekeningen van 2012 heeft het een bevolking van 47.136 personen. Het ligt 80 km ten westen van de Syrische hoofdstad Damascus. De stad is beroemd om zijn oude grotten en bevat veel historische en antieke overblijfselen.

## Etymologie
De naam Yabrud zou zijn afgeleid van een Aramees woord dat "koud" betekent; de stad ligt op de hellingen van het Qalamoun-gebergte (Anti-Libanon) op een hoogte van 1.550 meter.

## Geschiedenis
De stad is bekend om zijn oude grotten, met name de Iskafta-grot, waar in 1930 de dertigjarige Duitse reiziger en autodidactische archeoloog Alfred Rust vele belangrijke prehistorische vondsten deed. Deze grot dateert uit een periode die bekend staat als de Jabroudcultuur, genoemd naar Yabrud. Een andere belangrijke historische plaats is de Yabroud-tempel, die ooit de tempel van Jupiter Yabroudis was, maar later werd omgebouwd tot de "Konstantijn en Helena-kathedraal". Yabrud is de thuisbasis van de oudste kerk in Syrië. De Natufische archeologische vindplaats Yabroud III is vernoemd naar de stad Yabrud.
Yabrud werd genoemd in de aardewerktabletten van Mesopotamië in de 1e eeuw voor Christus en in de geschriften van Ptolemaeus in de 2e eeuw na Christus.
Tijdens de Syrische Burgeroorlog was de stad het centrum van de Slag om Yabrud in maart 2014.

## Geboren
- Antun Maqdisi (1914/15-2005), politiek filosoof